# Giuseppe Oddo
Giuseppe Oddo (* 9. Juni 1856 in Caltavuturo; † 5. November 1954 in Palermo) war ein italienischer Chemiker. Veröffentlichungen von ihm und William D. Harkins sind Grundlage für die Oddo-Harkinssche Regel.